# 김현욱 (야구인)
김현욱(金玄旭, 1970년 7월 6일 ~ )은 전 KBO 리그 삼성 라이온즈의 투수이자, 현 대한민국 야구 국가대표팀의 불펜코치, KBO 리그 롯데 자이언츠의 잔류군 투수코치이다.

## 선수 시절

### 삼성 라이온즈시절
경상남도 창원시에서 태어났고, 초등학교 6학년 때 대구광역시로 이주했다. 1993년 한양대학교를 졸업한 뒤 입단했다. 입단 초기 별다른 활약을 보이지 못해 2군을 전전했다. 구단에서는 그의 장래성이 낮다고 판단해 신고선수로 전환시켰고, 1995년 5월에 유명선과 함께 쌍방울 레이더스에 트레이드됐다. 이 때 트레이드 상대로 투수 최한림과 외야수 윤혁을 데리고 왔으나 쌍방울은 최한림이 5월 10일 윤혁과 함께 삼성으로 트레이드된 것(유명선 본인(김현욱)과의 맞트레이드) 외에도  에이스 박성기의 부진, 주전 마무리 조규제의 부상 등으로 믿을만한 왼손투수 부재에 시달려 1995년 8개 팀 중 정규시즌 최하위에 그쳤다.

### 쌍방울 레이더스시절
짧고 굵은 시절이지만 그의 내공을 크게 키운 시기였다. 집중 조련을 받으며 열심히 노력한 끝에 3년동안 계투로 뛰어난 활약을 펼쳤다. 특히 구원 투수로는 아주 드물게 1997년 시즌에 20승(모두 구원)을 기록했고, 그 해 다승왕과 평균자책점 1위, 승률왕이 됐다. 1998년에는 전년도의 잦은 연투로 인해 시즌 초에 재활했고, 철저한 자기 관리로 다시 돌아와 구원 투수로의 위력을 보여줬다. 1999년 시즌에는 구단이 재정난을 겪었는데 이 때 삼성 라이온즈는 김기태와 그를 함께 현금 트레이드를 통해 데리고 오며 친정 팀으로 복귀했다.

### 삼성 라이온즈복귀
복귀 후 쌍방울 레이더스에서 보여줬던 기량을 계속 이어갔고, 2002년 시즌에 100%의 승률로 승률왕에 오르는 동시에 팀의 정규 시즌 및 한국시리즈 통합 우승을 거두는 데에 크게 공헌했다. 이를 바탕으로 현역 시절에는 '성실의 대명사'로 불렸다. 나이가 들면서 그는 무릎 부상이 악화됐고, 2004년 시즌 후 팔꿈치 수술을 받았지만 더딘 회복으로 인해 은퇴를 선언했고, 2005년 6월 2일에 은퇴했다.

## 야구선수 은퇴 후
은퇴 후 삼성 라이온즈의 코치로 활동했다. 2010년부터는 구단의 해외 연수 프로그램 지원을 받아 일본 요미우리 자이언츠에서 코치 연수를 받았다. 평소 트레이닝에 관심을 가졌던 그는 트레이닝에 대해 집중적으로 교육받았다. 연수를 마치고 친정 팀에 트레이너로 복귀했으며 현역 시절 그가 보여줬던 철저한 자기 관리를 바탕으로 훈련 때 강도 높은 훈련을 중시해 '독사'라고 불렸다.

## 출신 학교
- 마산 양덕초등학교(4학년 시작하여 이후 전학) → 대구옥산초등학교
- 대구중학교
- 경북고등학교
- 한양대학교 (89학번)

## 주요 기록
| 기록         | 날짜      | 소속 | 구장 | 상대팀 | 상대 타자 | 경기 결과 | 경기수 | 달성 당시 나이  | 기타       | 각주 |
| ------------ | --------- | ---- | ---- | ------ | --------- | --------- | ------ | --------------- | ---------- | ---- |
| 500경기 출장 | 2004.4.22 | 삼성 | 수원 | 현대   | 정성훈    |           |        | 33세 9개월 16일 | 역대 7번째 |      |

## 통산 기록
| 연 도           | 소 속           | 나 이           | 승 리 | 패 전 | 승 률 | E R A | 출 장 | 선 발 | 완 투 | 완 봉 | 세 이 브 | 홀 드 | 이 닝 | 피 안 타 | 피 홈 런 | 볼 넷 | 고 4 | 탈 삼 진 | 몸 맞 | 보 크 | 폭 투 | 실 점 | 자 책 | 타 자 수 | W H I P |
| --------------- | --------------- | --------------- | ----- | ----- | ----- | ----- | ----- | ----- | ----- | ----- | -------- | ----- | ----- | -------- | -------- | ----- | ---- | -------- | ----- | ----- | ----- | ----- | ----- | -------- | ------- |
| 1993            | 삼성            | 24              | 0     | 0     | ----  | 2.45  | 6     | 1     | 0     | 0     | 0        | 0     | 11.0  | 13       | 1        | 4     | 0    | 5        | 0     | 0     | 0     | 4     | 3     | 45       | 1.55    |
| 1996            | 쌍방울          | 27              | 4     | 1     | .800  | 2.63  | 49    | 1     | 0     | 0     | 3        | 0     | 99.1  | 96       | 1        | 33    | 8    | 74       | 10    | 0     | 2     | 31    | 29    | 419      | 1.30    |
| 1997            | 쌍방울          | 28              | 20    | 2     | .909  | 1.88  | 70    | 0     | 0     | 0     | 6        | 0     | 157.2 | 111      | 5        | 29    | 0    | 135      | 11    | 0     | 0     | 40    | 33    | 600      | 0.89    |
| 1998            | 쌍방울          | 29              | 13    | 7     | .650  | 3.34  | 68    | 0     | 0     | 0     | 4        | 0     | 129.1 | 114      | 13       | 34    | 3    | 93       | 11    | 0     | 0     | 50    | 48    | 525      | 1.14    |
| 1999            | 삼성            | 30              | 6     | 4     | .600  | 3.97  | 54    | 0     | 0     | 0     | 1        | 0     | 93.0  | 95       | 12       | 30    | 7    | 55       | 6     | 0     | 1     | 47    | 41    | 403      | 1.34    |
| 2000            | 삼성            | 31              | 4     | 7     | .364  | 3.14  | 63    | 0     | 0     | 0     | 2        | 10    | 109.0 | 101      | 7        | 29    | 2    | 105      | 6     | 0     | 0     | 43    | 38    | 450      | 1.19    |
| 2001            | 삼성            | 32              | 6     | 6     | .500  | 4.42  | 54    | 0     | 0     | 0     | 4        | 14    | 95.2  | 90       | 9        | 32    | 1    | 97       | 4     | 0     | 1     | 49    | 47    | 403      | 1.28    |
| 2002            | 삼성            | 33              | 10    | 0     | 1.000 | 2.11  | 64    | 0     | 0     | 0     | 2        | 9     | 76.2  | 62       | 4        | 18    | 2    | 71       | 2     | 0     | 1     | 20    | 18    | 301      | 1.04    |
| 2003            | 삼성            | 34              | 8     | 2     | .800  | 2.00  | 63    | 0     | 0     | 0     | 0        | 13    | 85.2  | 63       | 7        | 19    | 1    | 73       | 5     | 0     | 1     | 23    | 19    | 336      | 0.96    |
| 2004            | 삼성            | 35              | 0     | 2     | .000  | 5.88  | 28    | 0     | 0     | 0     | 0        | 8     | 26.0  | 24       | 3        | 6     | 1    | 28       | 4     | 0     | 0     | 18    | 17    | 112      | 1.15    |
| KBO 통산 : 10년 | KBO 통산 : 10년 | KBO 통산 : 10년 | 71    | 31    | .696  | 2.99  | 519   | 2     | 0     | 0     | 22       | 54    | 883.1 | 769      | 62       | 234   | 25   | 736      | 59    | 0     | 6     | 325   | 293   | 3594     | 1.14    |

- 시즌 기록 중 굵은 글씨는 해당 시즌 최고 기록, 빨간 글씨는 한국 프로야구 역사상 최고 기록